# Andy Anderbilt
Andy Anderbilt (på engelsk: John D. Rockerduck) er en tegneseriefigur i Disneys Anders And-univers. Figuren er skabt af Carl Barks, der kun brugte ham en gang, men udover enkelte andre historier er han stort set ikke benyttet i amerikanske historier.
Andy Anderbilt har derimod været benyttet flittigt af særligt de italienske tegnere som ærkerival til Joakim von And, og har været en flittig gæst i de danske Jumbobøger. Han er søn af Howard Anderbilt og dennes kone, og det er fra forældrene, at han har arvet sin formue i modsætning til Joakim von And, som selv har arbejdet sig til formuen.
Andy Anderbilt har kæmpet utallige gange mod Joakim von And om at være verdens rigeste and, en position han gang på gang har måtte se overgå til Joakim von And. Også Guld-Iver Flintesten siges at være rigere end Andy Anderbilt.
Navnet Anderbilt er et ordspil på det velhavende amerikanske familiedynasti Vanderbilt. Han har før navnet Anderbilt blev stadfæstet i Danmark heddet Krøsus And, Andy B. Rappfeller og Andefeller.